# 大脱出3
『大脱出3』（だいだっしゅつ3、原題：Escape Plan: The Extractors）は、2019年制作・公開のアメリカ合衆国のアクション映画。シルヴェスター・スタローン主演の『大脱出』シリーズ第3弾。

## あらすじ
“脱獄のプロ”として知られるレイ・ブレスリンはある日、ローという男からの救出依頼を受ける。救出対象は、数日前に何者かに誘拐された世界的ハイテク企業ジャン社の社長令嬢ダヤ。ローはかつてダヤの身辺警護を務めていた。
レイは早速、相棒のデローサとローと共にダヤ救出に動き出す。その結果、彼女が“悪魔砦”に囚われているとの情報をつかむ。“悪魔砦”とは、すべてが謎に包まれ、これまで出たものは誰もいないという秘密の監獄であった。
“悪魔砦”に潜入したレイ達の前に立ちはだかったのは、かつて彼が大海原に浮かぶ監獄要塞“墓場”で倒したレスター・クラークの息子レスター・ジュニアだった。しかもレスター・ジュニアは、レイのパートナーであるアビゲイルまでも拉致していた。

## キャスト
※括弧内は日本語吹替
- レイ・ブレスリン - シルヴェスター・スタローン（ささきいさお）
- トレント・デローサ - デイヴ・バウティスタ（楠大典）
- ハッシュ - カーティス・"50セント"・ジャクソン（竜門睦月）
- シェン・ロー - マックス・チャン（速水奨）
- バオ・ヤン - ハリー・シャム・ジュニア
- レスター・クラーク・ジュニア - デヴォン・サワ（裕樹）
- アビゲイル・ロス - ジェイミー・キング（寺依沙織）
- ジュールス - リディア・ハル（米倉希代子）
- ダヤ・ジャン - マリース・ジョー（熊谷海麗）
- ウー・ジャン - ラッセル・ウォン（菊池康弘）
- シルヴァ - ダニエル・バーンハード